# Acerentomon
Acerentomon är ett släkte av urinsekter. Acerentomon ingår i familjen lönntrevfotingar.

## Dottertaxa tillAcerentomon, i alfabetisk ordning[1]
- Acerentomon aceris
- Acerentomon affine
- Acerentomon album
- Acerentomon bagnalli
- Acerentomon balcanicum
- Acerentomon baldense
- Acerentomon brevisetosum
- Acerentomon carpaticum
- Acerentomon condei
- Acerentomon dispar
- Acerentomon doderoi
- Acerentomon dominiaki
- Acerentomon fageticola
- Acerentomon franzi
- Acerentomon gallicum
- Acerentomon giganteum
- Acerentomon granulatum
- Acerentomon hylophilum
- Acerentomon imadatei
- Acerentomon italicum
- Acerentomon kustorae
- Acerentomon maius
- Acerentomon meridionale
- Acerentomon mesorhinus
- Acerentomon microrhinus
- Acerentomon nemorale
- Acerentomon noseki
- Acerentomon novaki
- Acerentomon oblongum
- Acerentomon omissum
- Acerentomon oreophilon
- Acerentomon pannonicum
- Acerentomon parvum
- Acerentomon pseudomicrorhinus
- Acerentomon quercinum
- Acerentomon robustum
- Acerentomon rostratum
- Acerentomon skuhravyi
- Acerentomon tenuisetosum
- Acerentomon tuxeni